# Now or Never (닉 카터의 음반)
Now or Never은 2002년 발매된 닉 카터의 솔로 음반이다. 발매 하자마자, 첫 주에 빌보드 200에 17위로 진입했으며,, 70,000장을 팔았다. 2002년 12월 RIAA에서 골드를 받았다. 이 음반에서 활동한 싱글로는 3개가 있는데, 첫 번째 싱글로는 "Help Me"가 있으며 최고 순위로는 캐나디안 싱글에서 9위를 했다. "I Got You"는 유럽에서 마이너 히트를 했다.

## 트랙 리스트
1. "Help Me" - 3:09
2. "My Confession" - 3:50
3. "I Stand For You" - 3:07
4. "Do I Have To Cry For You" - 3:37
5. "Girls In The USA" - 4:07
6. "I Got You" - 3:57
7. "Is It Saturday Yet?" - 3:14
8. "Blow Your Mind" - 3:34
9. "Miss America" - 3:55
10. "I Just Wanna Take You Home" - 2:55
11. "Heart Without A Home (I'll Be Yours)" - 4:46
12. "Who Needs The World" - 3:30
13. "Scandalicious" - 2:54 (오스트레일리아, 영국, 브라질, 일본 보너스 트랙)
14. "Forever Rebel" - 3:48 (오스트레일리아, 영국, 브라질, 일본 보너스 트랙)

## 차트
음반 - 빌보드 (북아메리카)
| 년도   | 차트       | 순위 |
| ------ | ---------- | ---- |
| 2002년 | 빌보드 200 | 17   |

싱글 - 빌보드 (북아메리카)
| 년도   | 싱글      | 차트                   | 순위 |
| ------ | --------- | ---------------------- | ---- |
| 2002년 | "Help Me" | Canadian Hot 100       | 9    |
| 2002년 | "Help Me" | U.S. Mainstream Top 40 | 36   |